# Hotel de Turistas de Arequipa
El Hotel de Turistas de Arequipa es un edificio en la ciudad de Arequipa, Perú. Ubicado en el distrito de Alto Selva Alegre, alejado del centro histórico de la ciudad, tiene un estilo inspirado en la arquitectura local contando con una volumetría dinámica y plástica organizada alrededor de una pequeña torre ubicado a un lado del ingreso. Por situarse en medio de áreas verdes, tiene cierto aire de antigua casona de hacienda de ambientes tradicionales.

## Historia
En 1938, durante el gobierno del general Oscar R. Benavides se lanzó el Plan Hotelero dentro de un fuerte plan de infraestructura nacional promovido por ese gobierno. Este plan asumió el reto de crear infraestructura turística en varias ciudades del Perú ante la falta de albergues en lugares de gran potencial turístico.
Si bien el Hotel de Turistas del Cusco fue el primer hotel de este tipo en diseñarse, el de Arequipa fue el primero que se terminó de construir, siendo inaugurado en octubre de 1940 y constaba de 40 habitaciones. Asimismo fue ampliado en 1947 cuando la  Corporación Nacional de Turismo (creada mediante Ley N° 10556) desarrolló un Plan de Fomento Turístico y el 17 de marzo de 1947 se autorizó su plan de ejecución de obras, que implicó la construcción y ampliación de los hospedajes de turistas.
El 26 de abril de 1989 se publicó la Resolución Jefatural N° 009-89-INC/J del Instituto Nacional de Cultura que declaró este inmueble como Monumento Histórico del Perú. Asimismo, durante el gobierno de Alberto Fujimori fue privatizado ya que hasta entonces era administrado por la empresa estatal EMTUR PERU. El 27 de enero de 1995 fue vendido a la compañía Montevideo S.A. por el monto de 2.186 millones de dólares.
En la actualidad, el edificio continua funcionando como hotel siendo administrado por las cadenas Wyndham y Costa del Sol y, anteriormente, formó parte de la cadena hotelera peruana Libertador.